# Штёвер, Вилли
Вилли Штёвер (нем. Willy Stöwer; 22 мая 1864, Вольгаст — 31 мая 1931, Берлин) — немецкий живописец и график, книжный иллюстратор, маринист.

## Жизнь и творчество
Вилли Штёвер родился в семье морского капитана. Талант художника проявил ещё в детстве. Первой специальностью юноши было слесарное дело. Работал техником в конструкторских бюро на различных германских верфях. Рисованием овладел как самоучка. После женитьбы на происходившей из зажиточной семьи Генриетте Деттман художник получил возможность полностью посвятить себя живописи. В.Штёвер был членом правления «Германского общества содействия флоту» (Deutscher Flottenverein). В 1900 году он создаёт для кёльнского шоколадного короля Людвига Штольверка серию постеров (серия 132) «Новые германские военные корабли».
В 1907 году Вилли Штёвер становится профессором. Одним из почитателей его таланта являлся германский император Вильгельм II, владевший многими работами Штёвера. В период с 1905 и по 1912 год художник сопровождал кайзера во время ряда его морских путешествий.
Особую известность художнику принесло его изображение гибели Титаника, созданное для журнала Die Gartenlaube (Садовая листва). Несмотря на ряд фактических ошибок (во время погружения судна вблизи от него не было айсбергов, четвёртая труба парохода не могла испускать чёрный дым — так как служила для вентиляции), эта графическая работа В. Штёвера неоднократно переиздавалась. Всего же за период с 1892 и по 1929 год художник иллюстрирует 57 книг, создав для этого около 900 черно-белых и 335 цветных иллюстраций. Кроме этого, он получает заказы на изготовление плакатов, открыток, этикеток и рекламных проспектов.
После отречения Вильгельма II и утраты Германией своего военно-морского флота в результате поражения в Первой мировой войне у художника наступает творческий кризис. Резко сокращается количество заказов, и вплоть до самой своей смерти В. Штёвер находился в сложном финансовом положении. Скончался на построенной для него в 1913 году по проекту архитектора Пауля Позера (1876—1940) вилле в берлинском районе Тегель.

## Галерея

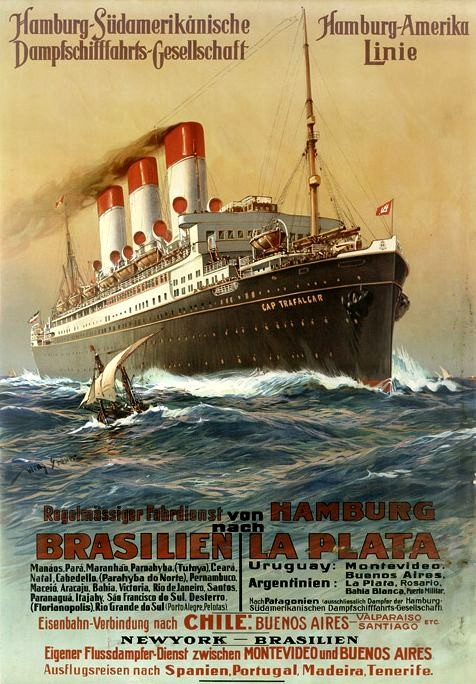
Плакат с пароходом «Мыс Трафальгар»
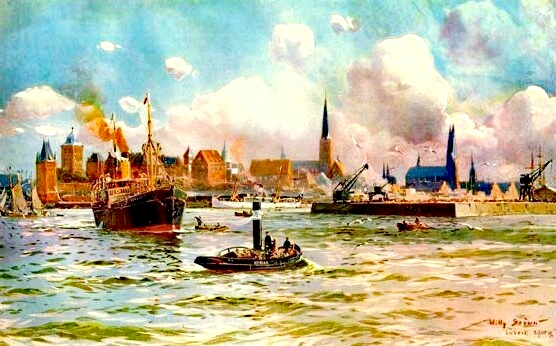
Любекская гавань (1909)
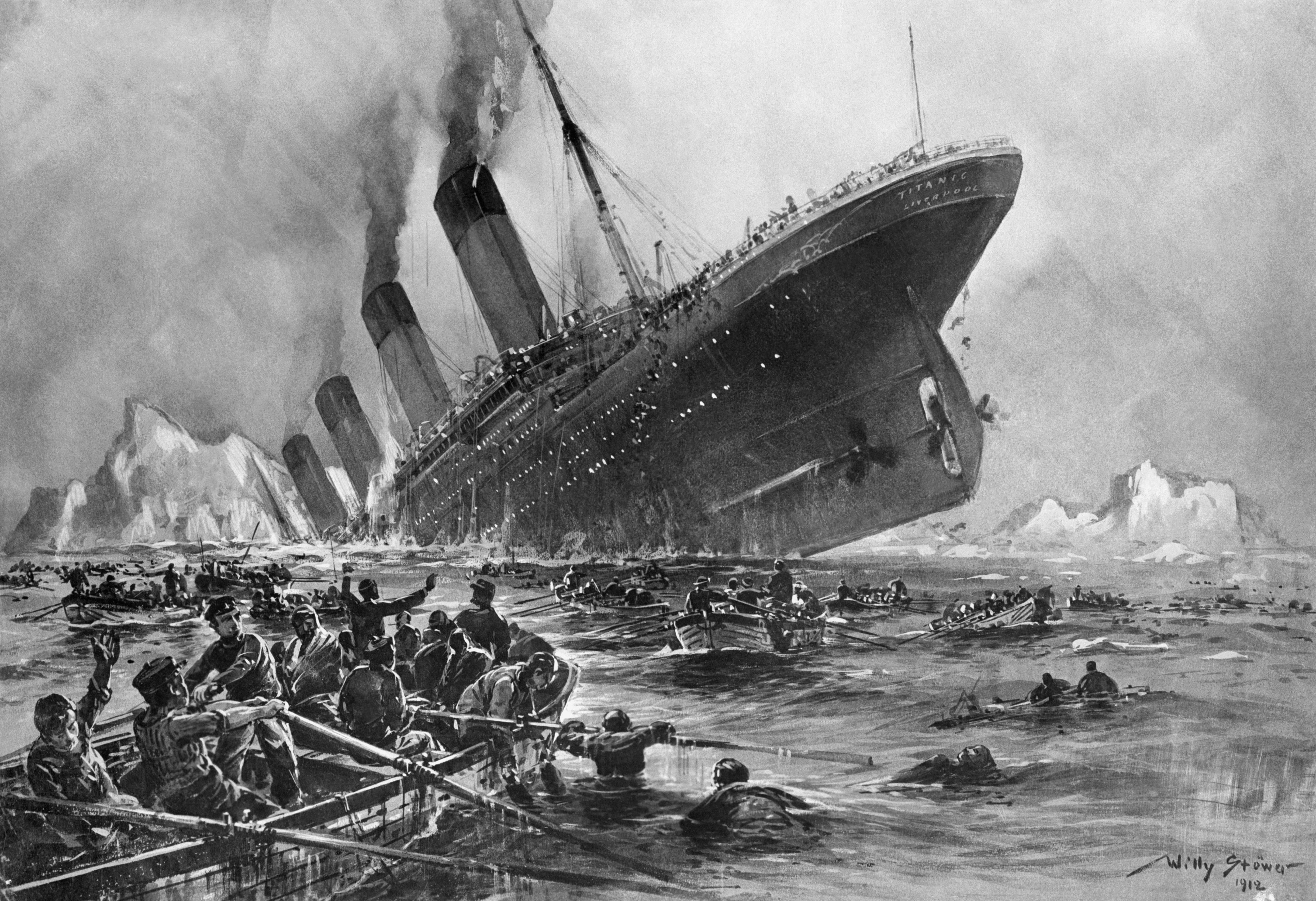
Гибель «Титаника» (1912)
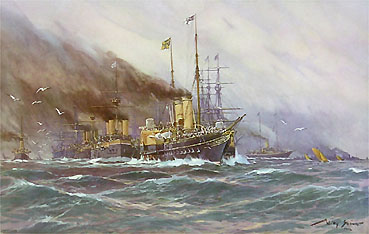
Яхта «Гогенцоллерн» (1892)
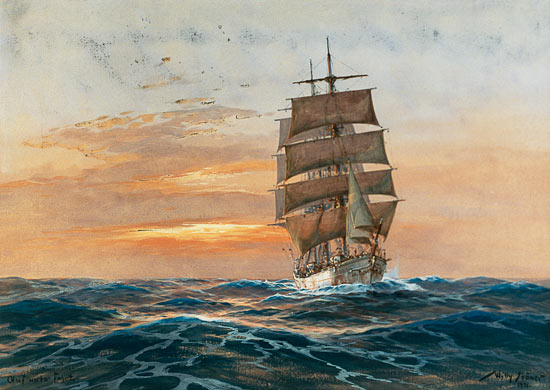
Бригантина в лучах заходящего солнца (1921)